# José Arevalo
José Arévalo (Buenos Aires, 21 de mayo de 1941-Buenos Aires, 11 o 12 de enero de 2025) fue un luchador profesional y actor argentino. Personificó a Salvatore Campisano y a Kanghai el Mongol en el clásico televisivo Titanes en el Ring.

## Carrera
Arévalo inició su carrera en la troupe de Martín Karadagián, personificando a Salvatore Campisano. Alcanzó la fama en 1978 como el temible Kanghai el Mongol. Son recordadas sus duplas con  Juan Levy Rodríguez, que personificaba a Gengis Kahn. En la empresa Titanes en el Ring, Arévalo realizó giras por Sudamérica, y memorables presentaciones en el Luna Park.
En 1983 aparece en un rol secundario en la película de espada y brujería Deathstalker, donde interpreta a un guerrero mutante con cuerpo humano y rostro de cerdo. El film fue una coproducción estadounidense-argentina realizada entre las productoras Aries Cinematográfica Argentina, de Héctor Olivera y Fernando Ayala, y New World Pictures, de Roger Corman.
En 1987 participa como árbitro del evento de La pulseada, del programa La noche del domingo con Gerardo Sofovich. En 1997 retornó a la televisión con Titanes en el Ring, que se emitía por Canal 9.
En su trayectoria en Titanes en el Ring personifico a Salvatore Campisano ,El Gorila, Khangai el mongol y Altan Bulak el gigante de la mongolia   
Arévalo también trabajó en cine, actuó en Mingo y Aníbal, dos pelotazos en contra (1984), con Juan Carlos Altavista y Juan Carlos Calabró. Y en Me sobra un marido (1987), protagonizada por Susana Giménez, Calabró y Rodolfo Ranni, y dirigida por Sofovich.